# Він найняв боса
Він найняв боса (англ. He Hired the Boss) — американська кінокомедія режисера Томаса З. Лорінга 1943 року.

## У ролях
- Стюарт Ервін — Х'юберт Вілкінс
- Евелін Венейбл — Емілі Конвей
- Тьюрстон Холл — містер Бейтс
- Вівіан Блейн — Саллі Конвей
- Вільям Т. Орр — дон Бейтс
- Бенні Бартлетт — Джиммі
- Джеймс Буш — Кларк
- Чік Чандлер — Фуллер
- Хью Бомонт — Джордан